# Gewone krulzoom
De gewone krulzoom (Paxillus involutus) is een paddenstoel uit de familie Paxillaceae. De soort is giftig.

## Kenmerken
Hoed
De hoed heeft een doorsnede van 5-11 cm en is gewelfd met een sterk ingerolde rand. Later krijgt de hoed een iets ingedeukt centrum. Bij vochtig weer is de hoed wat kleverig. De kleur varieert van geelachtig bruin tot roodbruinachtig. De hoed is glad, behalve aan de rand, die vaak gegroefd is.
Steel
De steel is 3-7 cm hoog en 1-2 cm dik. De vorm is cilindrisch, vol, soms versmald aan de onderkant. De kleur is dezelfde als de hoed, maar iets lichter en vaak gestreept. Bij beschadiging wordt het bruin.
Lamellen
De lamellen zijn aflopend (decurrent) aan de steel gehecht. Ze zijn eerst geelbruin, later donkerder en staan dicht bijeen.
Geur en smaak
Het vlees is geel, geelwit of bleek oker, aanvankelijk hard, later zacht, na het doorsnijden wordt de paddenstoel roodbruin of roestbruin, de smaak is licht zuur, de geur is niet intens.
Sporenprint
De sporenprint is okerbruin.
Sporen
De sporen zijn ellipsvormig, glad en meten 8-18 × 4,5-6 µm.

## Ecologie
De gewone krulzoom is een mycorrhiza-schimmel die een symbiose kan vormen met een breed scala aan naald- en loofbomen. Belangrijke Centraal-Europese partners zijn fijnspar, zilverberk, beuk, haagbeuk en grove den, evenals andere boomsoorten. Buiten bossen zijn zilverberk en haagbeuk de favoriete partnerbomen. Hij komt voor in diverse bosgemeenschappen, maar ook in tuinen en parken, ook in heidevelden en in bossen en bermen. Hij geeft de voorkeur aan zure, frisse tot vochtige grond, maar kan ook groeien op neutrale en alkalische substraten; droge en natte locaties worden ook getolereerd. De vruchtlichamen verschijnen in Midden-Europa van de vroege zomer tot de eerste nachtvorst; de belangrijkste vruchtperiode is van augustus tot oktober.

## Verspreiding
De gewone krulzoom komt voor van de Middellandse Zee tot de boreale zone in Europa, Noord-Azië, Noord-Afrika, Noord-Amerika en Australië. Het voorkomen in Nieuw-Zeeland is waarschijnlijk te wijten aan introductie. In Nederland komt hij zeer algemeen voor. Hij staat niet op de rode lijst en is niet bedreigd.

## Giftigheid
Hoewel de gewone krulzoom maag- en darmklachten veroorzaakte als ze rauw gegeten werd, dacht men dat hij eetbaar was na koken. René Flammer ontdekte in 1980 een antigeen in de paddenstoel dat een auto-immuunreactie veroorzaakt waardoor het immuunsysteem de eigen rode bloedcellen aanvalt met als gevolg een hemolyse met dodelijke afloop. Het gebruik van corticosteroïden zou helpen bij de behandeling.

## Foto's

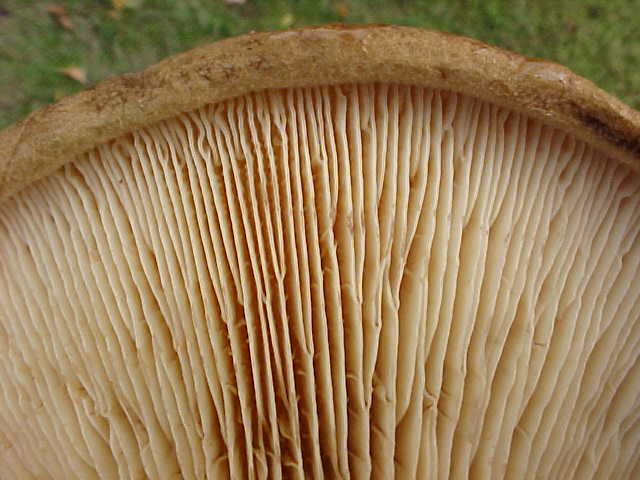
Hoedrand
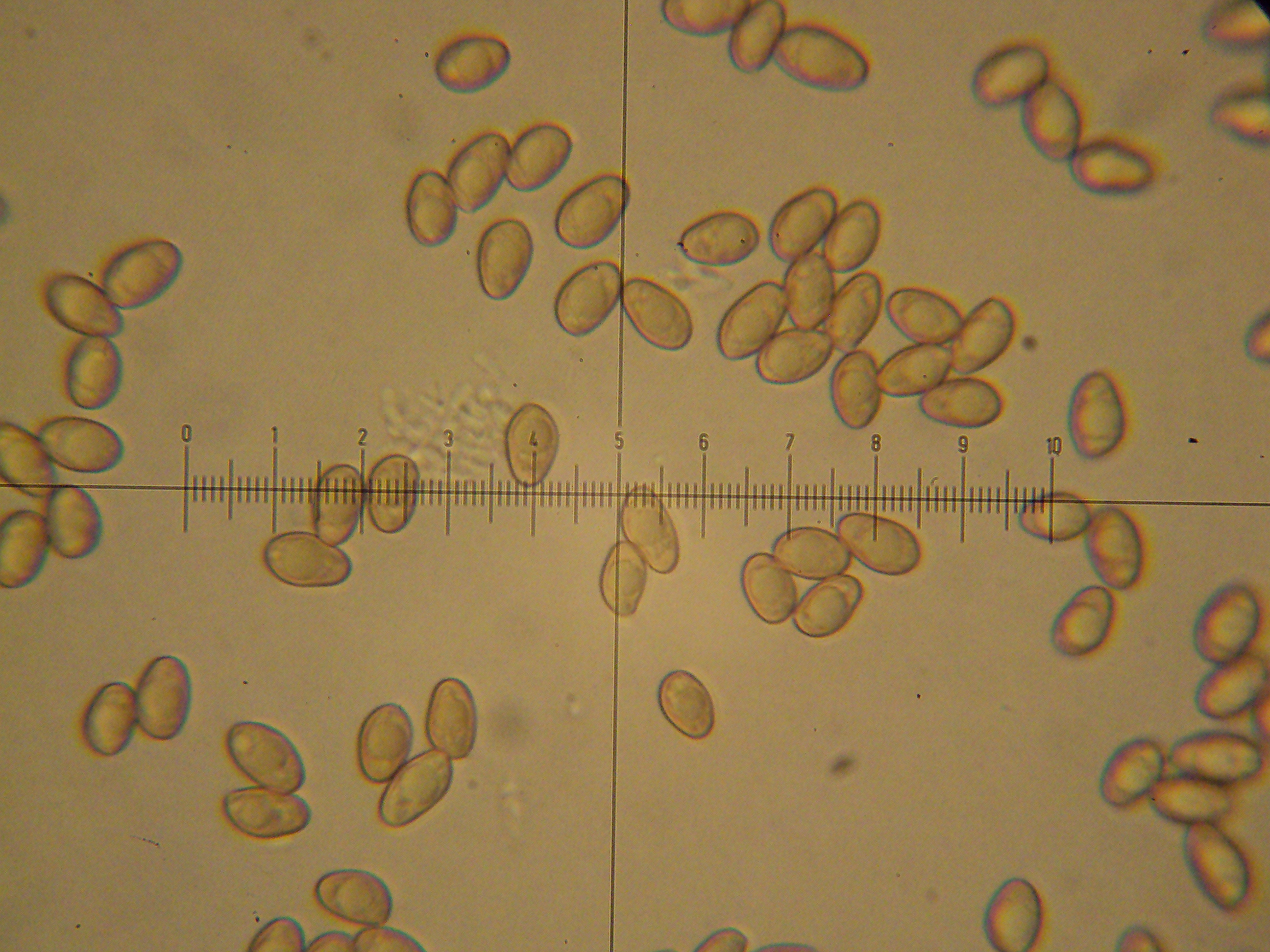
Sporen